# Осада Кумарского острога (1655)
Осада Кумарского острога — эпизод борьбы между Русским царством и Цинским Китаем за Приамурье.

## Предыстория
В начале ноября 1654 г. действовавший на Амуре отряд якутских служилых казаков и «охочих людей», которыми после смещения Ерофея Хабарова руководил Онуфрий Степанов, вместе с пришедшим из Забайкалья отрядом Петра Бекетова и другими русскими группами — всего около 500 человек — основали на речном острове при впадении р. Кумары (Хумаэрхэ) укрепленное зимовье — Усть-Кумарский (или Усть-Комарский) острог, откуда собиралась дань с местного населения. Поскольку было известно о присутствии вблизи цинского войска, с которым отряд Степанова в июне 1654 г. имел сражение на р. Сунгари, острог строился с расчетом на осаду хорошо подготовленной армией с артиллерийским вооружением.

## Укрепления Кумарского острога
В отличие от традиционных сибирских острогов, защищавшихся частоколом или бревенчатыми стенами, Кумарский острог представлял собой сложную фортификационную систему деревянно-земляных укреплений. Крепость окружал ров глубиной в 2 и шириной в 4 метра, вырубленный казаками с большим трудом в мерзлой земле, и насыпанный за ним земляной вал, на котором стоял двойной тын с вбитой между ним землей и мелким камнем — такую стену пушечные ядра уже не пробивали. В тыну имелись бойницы для «исподнего и верхнего боя». Вместо башен по углам крепости были сооружены выдвинутые вперед «быки» — прообразы бастионов. Пушки (большая и две малые) находились на «раскате» — возвышении, насыпанном в центре острога, и могли вести огонь во все стороны. Также в центре острога был вырыт колодец, от которого провели желоба для тушения пожаров от зажигательных стрел. За рвом в землю вбили «чеснок» — деревянные колышки, «а круг того чесноку деревяново бит чеснок железной стрельной опотайной». Строительство новаторских для Сибири укреплений Кумарского острога обычно связывают с Петром Бекетовым, опытным землепроходцем, ставившем остроги в Якутске, Братске, Нерчинске и др. местах. Однако Бекетов строил раньше обычные бревенчатые укрепления, защищавшие сибирские остроги от нападений туземцев, вооруженных только холодным оружием. Поэтому также возможно, что идея сооружение деревянно-земляной крепости была привнесена казаками-хабаровцами из отряда Степанова, уже имевшими опыт столкновений с маньчжурами и их «пушечным боем».

## Поход войска Минандали
Власти Нингуты — опорной цинской крепости в бассейне Амура — планомерно готовились к боевым действиям против русских. Однако присланный из Пекина с отрядом знаменных войск дутун Минъандали, получив в начале 1655 г. сведения о пребывании отряда Степанова в Кумарском остроге, принял решение немедленно выступать в поход по зимнему пути без значительных припасов продовольствия. Боевое ядро цинского войска составляло около 1 тыс. маньчжурских воинов, вооруженных, в том числе, ручными фитильными пищалями и 15 пушками, а также разнообразными осадными приспособлениями: штурмовые лестницы, зажигательные ракеты, железные багры, деревянные щиты и специальные защищенные повозки. К маньчжурам присоединилось около 9 тыс. воинов из разных племен Приамурья — дауры, дючеры и др., вооруженных только холодным оружием. Одним из таких туземных отрядов командовал князь Тогудай по прозвищу Ежер. Поход на Амур из южной Маньчжурии должен был занять два-три месяца.

## Осада Кумарского острога
Утром 13 марта 1655 г. вблизи Кумарского острога появилась вражеская армия, двигавшаяся строем под множеством боевых флагов. В соседнем лесу в это время рубили лес для судового дела 20 казаков, которые были захвачены в плен. Из острога немедленно была организована вылазка, чтобы отбить пленников, но тех уже успели казнить, русские вернули себе только тела товарищей. Вскоре Кумарский острог был взят в плотную осаду. Прежде всего маньчжуры отрезали защитников крепости от Амура, порубив стоявшие у берега русские струги. Только благодаря заранее выкопанному в остроге колодцу русские не испытывали недостатка в воде.
Свой походный лагерь маньчжуры и их союзники разбили за речной протокой в 450 саженях (950 м) от острога. 20 марта была проведена бомбардировка Кумарского острога. Его обстреливали из пушек с батарей, расположенных на расстоянии в 150 саженях (320 м) от крепости. Одна из батарей вела огонь с утеса, возвышавшегося над острогом. Тем не менее обстрел не принес никакого результата. Тогда той же ночью маньчжуры «потаенно» подвезли свои пушки до 70 саженей (150 м), но и в этом случае их ядра не могли разрушить русские укрепления. Кумарский острог также обстреливался ракетами («огненные заряды для зажегу на стрелах»), но пожаров не возникало. Обстрелы продолжались и в последующие дни.
24 марта цинские войска двинулись с четырёх сторон на общий штурм — «навальный приступ», везя с собой обшитые кожей осадные повозки с различным боевым снаряжением («приступные мудрости»). На подходе к острогу маньчжуры прикрыли хорошо заметные деревянные колышки специальными щитами, но железный «чеснок» многим поранил ноги: «На том железном чесноку многие богдойские люди кололися и итти к острогу не могли». Русские обстреливали штурмующих из ружей и пушек, а потом сделали вылазку, «и на том приступе и на выласке под стенами многих богдойских людей побили», было захвачено и несколько пленных. Своих погибших маньчжуры и их союзники сожгли на кострах. Точных сведений о потерях цинских войск не сохранилось, видимо, они всё же были значительно больше, чем у русских.
Минъандали ещё некоторое время продолжал осаду, обстреливая Кумарский острог из пушек, но вскоре у его войска стали подходить к концу запасы продовольствия. 4 апреля маньчжуры затопили в реке или сожгли припасы и снаряжение, которые были уже не в силах везти с собой обратно, после чего спешно ушли из-под Кумарского острога. В брошенном цинском лагере русские обнаружили пороховые заряды, пушечные ядра (1,5-фунтовые, то есть для сравнительно небольших пушек) и ракеты, которые маньчжуры не успели уничтожить.

## Итоги сражения
В июне 1655 года русские также покинули, разрушив, свой Кумарский острог, поскольку «хлебных запасов не стало нисколько». Казаки не хотели заводить собственные пашни, а взять продовольствие у местного населения было уже невозможно — дауры и дючеры покинули эти земли. Не имея больше хорошо укрепленного опорного пункта, отряд Степанова оказался в тяжелом положении. Некоторое время русские продолжали плавать по Амуру и его притокам, добывая ценную пушнину и останавливаясь только на временные зимовки в разных местах, но в новом сражении с цинскими войсками казаки-хабаровцы потерпели тяжелое поражение и вынуждены были уйти из Приамурья. В дальнейшем, при возвращении русских на Амур, опыт строительства деревянно-земляных укреплений, как в Кумарском остроге, оказался забыт, что определило быстрое разрушение бревенчатого Албазинского острога при его первой осаде цинскими войсками. Напротив, в Цинском Китае при подготовке похода на Албазин учли неудачный опыт Минъандали за 30 лет до того и позаботились об организации снабжения своей армии в отдалённой и малонаселённой стране.
Осада Кумарского острога нашла отражение в русском фольклоре. В середине XVIII в. в Сибири Киршей Даниловым была записана песнь «Во сибирской во украине, во Даурской стороне» с поэтическим описанием сражения